# Bigfumi
Bigfumi（ビッグフミ、1993年1月12日 - ）は、宮崎県宮崎市出身のシンガーソングライター。 身長179cm 体重140kg。「西日本で最も体の大きいシンガーソングライター」を名乗る。活動当初はレスリング経験者である事をもじって「シンガーソングレスラー」とも名乗っていたが、人の心に残るインパクトのある言葉を探す中で、伝える音楽をテーマに「音届者（おとどけもの）」と自身を表現する。ファンの呼称は「Fumily」（fumiとfamilyをかけた名前）。

## 来歴
本名は大川内文哉。1993年1月12日、約3,800gで男3兄弟の末っ子として誕生。バンドマンの父親（Vo.）と、歌手を夢見る兄達に囲まれ宮崎屈指の音楽一家で育つ。中学3年時に青島神社で行われた父親（すねかじりグレートブラザーズバンド）の前座として初ライブ出演を果たす。
一方、宮崎第一高等学校ではその恵まれた体格が監督の目に止まりレスリング部に所属。最高成績は3年生時の国体にてグレコローマンレスリング120kg級で3位。特別推薦で福岡大学スポーツ科学部に進学するが、人生初となる挫折を味わい人間関係に苦しむ日々の中、「俺には音楽しかない」と1年でレスリングの引退を決意し、3年時には大学も退学する。大学在学時にはボランティアサークル「Crazy Favors」を創設し東北地方や福岡県八女市の災害ボランティアに参加。
2014年、本格的にライブ活動を開始する。当時は大学の後輩であるユースケ（Gt.）と警固公園での路上ライブが主な活動場所であった。当初はなかなか人が止まらず木に向かって歌っていた。毎週木曜の定期路上に変えると、その日を楽しみに来るファンが増え始め、気づいた時には100人近くの人が止まっている日もあった。同時にライブハウスでのイベントにも呼ばれるようになる。
2015年3月に福岡KBCの音楽番組『V3新人オーディション』でファイナリストに選出され、一気に知名度が拡大。このまま登り調子かと思われたが、ユースケ（BackGt.）が就職活動に専念。アコースティックスタイルから音源で歌うスタイルに変更。毎週行っていた路上ライブも隔週に変え、出演する箱ライブも増大したため活動1周年を機に定期路上は終了となった。のちに九州路上ツアーや福岡4都市（福岡市、久留米市、飯塚市、北九州市）ライブを成功させ、TBSの音楽番組『SingSingSing』に出演した際にはSNSで応援メッセージが殺到し、圧倒的な存在感を示した。
2016年2月、満を持して1stミニアルバム『音届者』をリリースし、瞬く間に完売。同年9月に行われたミュージックシティ天神のメインステージを懸けたオーディションではグランプリを獲得し、念願のメインステージ出演を果たした。
2017年、福岡大時代の先輩であり在学中から親交のあった阪神タイガース・梅野隆太郎の登場曲に『Life』が起用される。活動3周年を迎えた同年5月21日、福岡中央市民センターコンサートホールでの初のワンマンライブでは500人以上を動員し大成功を収めた。同日発売の1stフルアルバム『いただきます。』も瞬く間に売り切れとなった。
2018年、活動の拠点を関西に移すと、梅野の高校時代の後輩かつ阪神でのチームメイトであり、自身とは同学年であることから交流のあった阪神・中谷将大から「俺の曲も作って」と依頼を受け、1ヶ月かけて『Trust』を作詞作曲すると、同選手の登場曲に起用される。その後、数多くのプロ野球選手に登場曲として多数の楽曲が使用される。
同年7月11日、初の全国流通盤となる両A面シングル『Trust/Life』でインディーズ・デビュー。近畿地方を中心に各レコード店で問い合わせが殺到し、オリコンインディーズウィークリーチャートで12位を記録した。
2021年にはラグビーの応援ソングを作ってほしいという声から誕生した「繋いでいけ」をリリースすると、NTTドコモレッドハリケーンズの歴史を振り返るビデオに使用された。また元サッカー日本代表の乾貴士選手との交流から書き下ろした「Giant Killing」もリリース、MVには乾が友情出演するなど野球だけでなくスポーツ界全体へと影響を与えている。
2023年にDef Techや矢井田瞳が所属するレーベル「Village Again Association」へ移籍。2曲の新曲を発表後、自身初となるレーベルからによるCDのフルアルバム『Bigfumi 1』をリリース。
2023年12月23日、1stアルバム『Bigfumi 1』に収録されている「後悔なき航海」のMVが公開される。同曲は千葉ロッテマリーンズの山口航輝に向けて作られた曲で、以前から登場曲としてBigfumiの曲を使っており、一緒にご飯を食べてる時に「そろそろ曲を作りますよ」と言い、山口の名前の「航」と「輝く」の字を織り混ぜながら、マリーンズということで海をイメージして書き下ろした。MVにはその縁で山口本人に出演してもらっている。また撮影はマリーンズの本拠地であるZOZOマリンスタジアムで行われた。
2024年に「Life」を登場曲にしていた山﨑福也がオリックス・バファローズから日本ハムファイターズへ移籍したのを機に、「サチあれ！（仮）」を書き下ろした（2025年1月29日に正式リリース）。また同年、関西独立リーグに参入した姫路イーグレッターズのオーナー三尾真一郎は、知人から紹介されたBigfumiの曲を聴いて、応援歌の制作を依頼。書き下ろしのため選手本人や三尾らと食事をしながら球団立ち上げの思いなど取材し、姫路城や球場などを見て回り、球団名の由来にもなっている、姫路城の異名「白鷺城」から着想を得て歌詞を書いた。
2025年、FM大阪「E∞Tracks Selection」の1月〜6月期レギュラーDJに決定し、半年間の期間限定番組ではあるが「Bigfumiの音届者ラジオ」として初冠ラジオ番組を持つ。

## 主な出演

### ライブ
- ファンミーティング（2017年1月15日）
- ワンマンライブ〜Fumilyみんなでなんかしよう〜
  - 熊本編（2017年9月16日、LIVE&BAR CIB）
  - 宮崎編（2017年9月30日、SR BOX）
- Bigfumi アコースティックワンマンライブ（2018年4月8日、福岡 大名SQUARE GARDEN）
- Bigfumi ミニライブ in Osaka（2018年5月14日、大阪 PINEBROOKLYN）
- ワンマンライブ in大阪 〜大阪でワンマンがやりたくて〜（2018年8月5日、梅田soap opera classics）
- Bigfumi 追加公演おかわりライブ in大阪〜新しいフミリーに出逢いたくて〜（2018年9月29日、梅田soap opera classics
- おかわり感謝祭 in大阪 vol.「縁」〜日曜のあなたに逢いたくて〜（2018年12月2日、大阪B.SQUARE）
- Bigfumi FanMeeting 2019（2019年1月12日、神戸HarborStudio）
- ワンマンライブ "Fumily400人できるかな"（2019年8月25日、梅田TRAD）
- Bigfumi Soul Picnic（2019年11月19日、大阪 阿倍野ROCKTOWN）
- Bigfumi 最大の挑戦～Fumily1000人できるかな～（2019年12月14日、大阪国際交流センター大ホール）
- Bigfumi 28th 誕生祭「一緒に夢を奏でよう!2021」（2021年1月16日、昼の部 ダーツ＆スポーツ ダイジェスト、夜の部 くれおーる道頓堀本店）
- 春のワンマンライブ～音届者2021開幕戦～（2021年4月24日、大阪 梅田amHALL）
- 夏のワンマンライブ～音届者の夏祭り2021～（2021年7月31日、大阪 Creative Center Osaka）
- 音届者PROJECT in 愛媛県今治市（2021年8月28日、今治 Jam sounds）
- ONLINE Studio Live（2021年9月19日、YouTube配信）
- 音届者PROJECT in 福岡県福岡市（2021年9月20日、福岡 キャバーンビート）
- ONE MAN LIVE「音届者の秋2021」（2021年10月30日、梅田TRAD）
- Bigfumi ワンマン in 宮崎（2021年11月21日、宮崎 LAZARUS-ラザロ-）
- 2021 FINAL ONE MAN LIVE「音届者からありがとう」（2021年12月26日、大阪 TAKARA OSAKA）
- ワンマンLIVE モニフェス2022秋！（2022年10月15日、梅田TRAD）
- Bigfumi BIRTHDAY ONEMAN LIVE『30祭』（2023年1月14日、大阪 TAKARA OSAKA）
- Bigfumi Liveshow 「POP NOON」（2023年3月25日、大阪 BERONICA）
- Bigfumi Liveshow 「mellow moon」（2023年3月25日、大阪 BERONICA）
- Bigfumi ワンマンライブ in 道の駅すずなり（2023年5月25日、石川県珠洲市）
- Bigfumi ONE MAN LIVE ～初夏、音届けに参りました～（2023年6月9日、大阪 BANANA HALL）
- フリーライブ “甲子園スペシャル”（2024年9月15日、コロワ甲子園 野外広場コロワガーデン）[19]
- 音届者PROJECT in 宮崎（2023年10月1日、宮崎FLOOR）
- 音届者プロジェクト 2025
  - 神戸編（2025年2月1日、神戸煉瓦倉庫 K-wave）
  - 名古屋編（2025年2月22日、HeartLand）
  - 札幌編（2025年3月16日、BESSIE HALL）
  - 広島編（2025年4月20日、Live Juke）

### イベント
- 天神×音楽祭2015～バッテンフェス～（2015年8月16日、大丸福岡天神店パサージュ広場）
- 音届者リリースライブ GAP Vol.5（2016年2月27日、Music space B-THREE）
- 箱崎×音楽祭2016～バッテンフェス～（2016年9月17日、JR箱崎駅東口広場）
- 『Life4460mix/Trust4460mix』リリース記念イベント
  - 東京（2018年6月30日、HUB外苑前店）
  - 東京（2018年6月30日、Heaven青山店）
  - 大阪（2018年7月8日、ライブスペースB.SQUARE）
- 宮崎フェス2020～ヒトノワライフスタイル MIYAZAKIプロジェクト～（2020年2月13日、福岡 西鉄グランドホテル）
- 17th 神戸震災復興ライブ ONE HEART（2021年1月17日、神戸 シーサイドホテル舞子ビラ神戸 あじさいホール）
- 飲食店コラボイベント語り弾きLIVE
  - Vol.2 大阪 AZA-SU（2021年7月18日）
  - Vol.3 大阪 くれおーる 法善寺前本通り店（2021年8月31日）
  - Vol.4 大阪 SPICE CAMP（2021年9月12日）
  - Vol.5 大阪 立ち飲み 陽HINATA（2021年10月16日）
  - Vol.6 京都 丁子屋（2021年10月24日）
  - Vol.7 大阪 BAR BIANCA（2021年11月14日）
  - Vol.8 大阪 MELLOW DOWN VILLE（2022年2月13日）
  - Vol.9 京都 虎亭虎亭（2022年6月12日）
- TRUCK FES 2021（2021年10月9日、YouTube配信）
- YABA LIVE 2022（2022年1月4日、大阪 阿倍野ROCKTOWN）
- ホークス宮崎キャンプ2022（2022年2月20日、宮崎 生目の杜運動公園野球場）
- 星屑ロンリネスPresents「プラネタリウム2022」（2022年6月5日、福岡 Voodoo Lounge）
- MANA-B FES 2022（2022年6月25日、大阪 名村造船所跡地）
- YATAIフェス！2023（2023年9月16日、大阪 大阪城公園 太陽の広場）
- 大阪 此花区ハロウィン子ども祭（2023年10月29日、此花区 四貫島中央通り商店街）
- 『Bigfumi 1』リリース記念イベント
  - 愛知 アスナル金山（2023年11月9日）
  - 大阪 Joshin日本橋店（2023年11月12日）
  - 兵庫 阪急西宮ガーデンズ 本館4階スカイガーデン・木の葉のステージ（2023年12月17日）
  - 大阪 ヨドバシカメラ マルチメディア梅田 2F LINKS広場（2023年11月19日）
  - 千葉 イオンモール幕張新都心（2024年4月6日）
- 川南町民花火大会（宮崎県川南町運動公園陸上競技場、2023年12月16日）
- KissFM『Kiss MUSIC PRESENTER』クリスマス特別企画「KMPアンプラグド」（2023年12月19日）
- パナソニックパンサーズ ホームゲーム ライブパフォーマンス（2024年2月11日、大阪府枚方市 パナソニックアリーナ）
- 姫路FANFUNフェスティバル（2024年2月18日、兵庫県姫路市 アクリエひめじ）
- 第10回まつり宮崎（2024年3月2日、宮崎市高千穂通り＆アミュひろば周辺）[20][21]
- HANDDRIP『アコドリ大阪』1部（2024年3月30日、大阪府大阪市 ロイヤルホース）[22]
- 能登半島地震復興支援 かさまつエコプレフリマin笠松みなと公園（2024年4月14日、岐阜 笠松みなと公園）
- Kiss FM KOBE主催「アコースティックフェスティバル」（2024年4月20日、神戸市 生田神社）[23][24]
- HIPPY JAPAN TOUR 2024 神戸公演（2024年4月27日、神戸 Harbor Studio）[25]
- 焼酎ナニワンダフル2024 in堺筋本町マイドームおおさか（2024年6月23日、大阪 マイドームおおさか）[26]
- 「第50回玖珂夏まつり」土曜夜市（2024年7月27日、山口県岩国市玖珂小学校グラウンド）[27]
- 姫路イーグレッターズ SPECIAL NIGHTER DAY（2024年8月7日、兵庫県 姫路市立ウインク球場）
- 第26回つむぎコンサート（2024年8月24日、大阪府立男女共同参画少年センター ドーンセンター7階）
- Kiss FM KOBE × 神戸マツダイベントスクエア プレミアムライブ Vol.27 Bigfumi（2024年8月25日、兵庫県神戸市垂水区）
- NEOLAND Classics〜RENTARO室内オーケストラ九州 ネオクラシカル·コンサート〜（2024年8月31日、福岡市民会館）[28]（主催者都合により中止[29]）
- YATAIフェス！2024（2024年9月14日、大阪城公園 太陽の広場）[30]
- Music House Party #1（2024年9月20日、大阪アメリカ村 FANJ twice）[31]
- FINAL GAMES 2024 NIJIKAI （2024年9月29日、エスコンフィールドHOKKAIDO）
- 手柄山 AUTUMN JAMBOREE（2024年10月6日、兵庫県 姫路市立ウインク球場）[32]
- 神戸マツダファンフェスタ2024（2024年10月26日･27日、兵庫県 神戸ファッションマート）[33]
- 北海道日本ハムファイターズ「AFTER GAME FIELD～OPENING PARTY～」（2025年4月6日、エスコンフィールドHOKKAIDO）[34]
- 東北楽天ゴールデンイーグルス「ダイワロイネットホテルズpresents 花火大会～春爛漫～」（2025年4月19日、楽天モバイルパーク宮城）[35]
- FM大阪 E∞Tracks Selection LIVE & RADIO〜VIBES音届SPECIAL〜（2025年5月30日、大阪 Yogibo META VALLEY）[36]
- キッズ ファミリー フェスタ in はびきの（2025年7月27日、大阪 羽曳野市立文化情報センター LICはびきの）[37]

## プロ野球選手登場曲一覧
| 阪神タイガース               | 梅野隆太郎 | ・Life ・繋いでいけ ・それでも生きていくんだ                       | ・2017年 - 2020年、2021年（奇数打席）- ・2021年（偶数打席） - ・2023年（チャンス時）           |
| 阪神タイガース               | 中谷将大   | Trust                                                              | 2018年 - 2019年                                                                                |
| 阪神タイガース               | 小野寺暖   | Giant Killing                                                      | 2022年（偶数打席）-                                                                            |
| 横浜DeNAベイスターズ         | 山本祐大   | Soar                                                               | 2023年 -                                                                                       |
| オリックスバファローズ       | 頓宮裕真   | 一緒に夢を奏でよう                                                 | 2020年                                                                                         |
| オリックスバファローズ       | 井口和朋   | 太陽のような人でありたい                                           | 2024年                                                                                         |
| 福岡ソフトバンクホークス     | 松田遼馬   | 手を上げて                                                         | 2019年 - 2020年                                                                                |
| 福岡ソフトバンクホークス     | 栗原陵矢   | Trust                                                              | 2019年 - 2020年                                                                                |
| 千葉ロッテマリーンズ         | 高部瑛斗   | Life                                                               | 2020年 - 2021年                                                                                |
| 千葉ロッテマリーンズ         | 山口航輝   | ・繋いでいけ ・Giant Killing ・その人生は素晴らしい ・後悔なき航海 | ・2021年8月 - ・2022年3月 - 2022年4月（2打席目） ・2022年3月 - 2022年4月（3打席目） ・2023年 - |
| 北海道日本ハムファイターズ   | 井口和朋   | Trust                                                              | 2021年 -                                                                                       |
| 北海道日本ハムファイターズ   | 山﨑福也   | ・Life ・サチあれ！                                                | ・2020年 - ・2024年 -                                                                          |
| 北海道日本ハムファイターズ   | 清水優心   | 繋いでいけ                                                         | 2024年                                                                                         |
| 東北楽天ゴールデンイーグルス | 鈴木翔天   | 繋いでいけ                                                         | 2021年、2023年                                                                                 |
| 東北楽天ゴールデンイーグルス | 村林一輝   | 手を上げて                                                         | 2023年 -                                                                                       |
| 東京ヤクルトスワローズ       | 成田翔     | Soar                                                               | 2019年 -                                                                                       |
| 中日ドラゴンズ               | 涌井秀章   | 名もなき愛の唄                                                     | 2025年                                                                                         |

## タイアップ
- 『And go!』 - 朝日放送「たけしの家庭の医学」エンディングテーマ（2019年 - ）
- 『繋いでいけ』 - NTTドコモレッドハリケーンズ ヒストリービデオ（2021年6月25日 - ）
- 『太陽のような人でありたい』
  - ラジオ各局2023年11月度パワープレイ（エフエム大阪、FM三重、FM徳島、FM岡山、FM宮崎、宮崎MRTラジオ、鹿児島MBCラジオ、NBC長崎放送、熊本RKKラジオ、FM佐賀）[38]
  - KKT熊本県民テレビ 2023年12月度パワープレイ企画「Next Jack」
  - テレビ東京「流派-R since 2001」2023年12月度エンディングテーマ[39]
- 『名もなき愛の唄』
  - TBS「ひるおび」2024年7月エンディングテーマ[40]
  - Kiss FM KOBE「2024年8月 kiss HOTRAXX」
  - MBC南日本放送「音楽委員会2024年8月推薦曲」

## 出演

### テレビ
- よ〜いドン!（関西テレビ、2023年12月14日）
- 流派-R since 2001（テレビ東京、2024年1月5日）
- FM COCOLO・スカイA SPECIAL BASEBALL＆MUSIC 阪神タイガース Go to ARE（スカイA、2024年1月21日）[41]
- Music House（朝日放送テレビ、2024年8月11日）[42]
- すもももももも！ピーチCAFE（読売テレビ、2024年8月24日）

### ラジオ
- E∞Tracks Selection～Bigfumiの音届者ラジオ（FM大阪、隔週水曜日19:30〜20:00、2025年1月8日 - 同6月25日）[43]
- Mラジ Music Treasures（MBSラジオ、2025年2月27日）

### Web
- シャープ公式チャンネル「AQUOS Tacty’sRoom」第2回（YouTube）

## 受賞
2015年
- KBC「V3新人オーディション」ファイナリスト[44]

2016年
- ミュージックシティ天神「Road to MCT」グランプリ